# Sarah Hammer
Sarah Hammer, född den 18 augusti 1983 i Redondo Beach, Kalifornien, är en amerikansk tidigare bancyklist som tog OS-silver i lagförföljelsen och i omnium vid de olympiska cyklingstävlingarna 2012 i London. Vid olympiska sommarspelen 2016 i Rio de Janeiro tog hon återigen silver i både lagförföljelse och omnium.
Hammer blev världsmästare i individuellt förföljelselopp fem gånger (2006, 2007, 2010, 2011 och 2013, plus två silvermedaljer 2008 och 2014), omnium två gånger (2013 och 2014, plus ett silver 2011, samt två brons 2012 och 2016) och lagförföljelselopp en gång (2016, plus ett silver 2011). Därtill kan läggas ett VM-silver i poänglopp (2017). Vid Pamamerikanska mästerskapen vann hon guld i individuellt förföljelselopp, omnium och lagförföljelselopp 2010, medan hon bara tog guld i de två sistnämnda 2015. Vid Panamerikanska spelen 2015 tog hon guld i omnium (och silver i lagförfoljelselopp).